# Малиновський Валентин Ярославович
Малиновський Валентин Ярославович (нар. 2 січня 1959 р., м. Рожище Волинської області) - український вчений, громадсько-політичний діяч. Доктор політичних наук (2012); професор (2014), Академік Академії політичних наук України (2016). Член обласної організації Національної спілки краєзнавців України (2015).

## Життєпис

### Освіта
- Рівненський державний інститут культури (Рівненський державний гуманітарний університет) - 1981 р.
- Українська Академія державного управління при Президентові України (Національна академія державного управління при Президентові України)(м. Київ) - 1996 р.
- Університет Північного Лондона (Лондонський університет Метрополітен) - 1996 р.
- Міжрегіональна Академія управління персоналом (м. Київ) - 2015 р.
- Стажування у Міжнародному Інституті публічної адміністрації (Париж, Франція) - 1996 р.

### Робота
З 1992 по 2014 рр. – робота в органах державної влади та органах місцевого самоврядування, зокрема з 2005 по 2014 рр. – начальник Управління державної служби Головдержслужби України у Волинській області; державний службовець 5 рангу.
З 1998 по 2020 рр. працював у Волинському національному університеті імені Лесі Українки (Східноєвропейський національний університет імені Лесі Українки) (м. Луцьк) на кафедрі політології та державного управління: 1998 р. – старший викладач, 2002 р. – доцент, 2012 р. – професор.
З січня 2020 р. – професор кафедри соціогуманітарних технологій Луцького національного технічного університету.
У 2016- 2021 рр. працював регіональним консультантом з юридичних питань проекту ПУЛЬС USAID Асоціації міст України.
З 1989 по 1993 рр. був членом Народного Руху України (голова Рожищенської районної організації НРУ, співголова Волинської крайової організації НРУ, член Великої ради НРУ).
Депутат Волинської обласної ради першого демократичного скликання (1992-1994 рр.).

## Творчий доробок

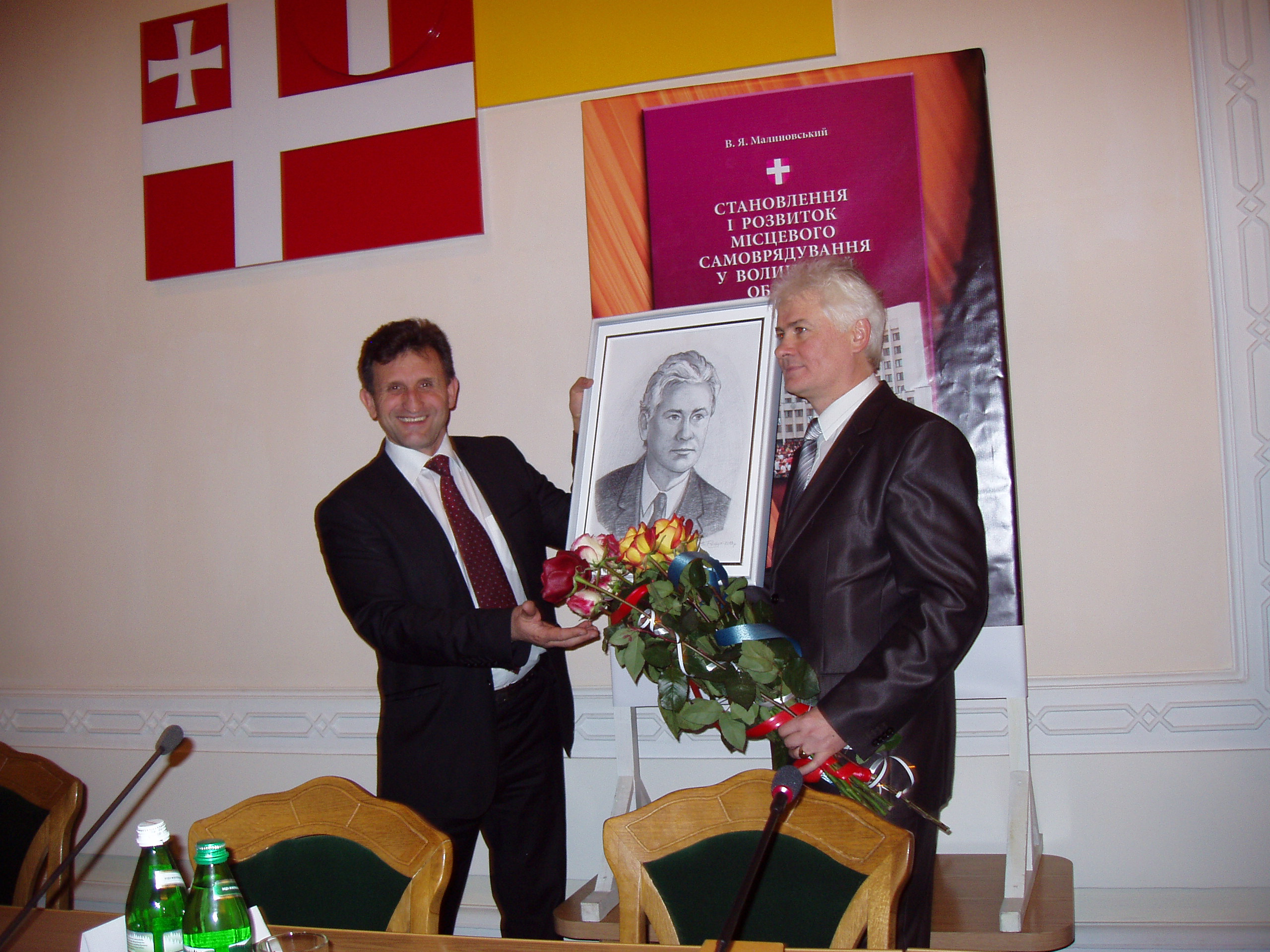
Під час презентації книги "Становлення і розвиток місцевого самоврядування у Волинській області (1990-2010рр.)"

Науковий доробок Малиновського В. Я. не обмежується вузькою науковою сферою, а охоплює широке дослідницьке поле. Він працює на перетині кількох наукових галузей, зокрема сфера його наукових інтересів стосується: державного управління, політології, місцевого самоврядування, публічної служби, територіальної організації влади, регіоналістики, децентралізації, адміністративно-територіальної реформи, краєзнавства, історії.
Малиновський В. Я. – безпосередній учасник формування нової вітчизняної науки – державного управління. Він започаткував процес написання вітчизняної навчальної літератури з державного управління. У книзі «Державне управління» ним були визначені об’єкт і предмет, напрями дослідження управлінської науки. Особливо цінним є його внесок у формування категоріального апарату державного управління у процесі формування нової наукової галузі. Суттєвим є науковий внесок вченого у сферу територіальної організації влади. У процесі реформи децентралізації влади (2015-2020 рр.) його основні наукові ідеї і теоретичні розробки щодо формування базового і субрегіонального рівнів реально втілилися у життя.
Основні праці:
2000 р. —  навчальний посібник «Державне управління».
2003 р. — доповнене друге видання навчального посібника "Державне управління" [Архівовано 18 грудня 2021 у Wayback Machine.].
2003 р. — навчальний посібник «Державна служба: теорія і практика».
2005 р. — «Словник термінів і понять з державного управління».
2006 р. — доповнене друге видання «Словник термінів і понять з державного управління» [Архівовано 18 грудня 2021 у Wayback Machine.].
2009 р. — доповнене третє видання навчального посібника "Державне управління" [Архівовано 18 грудня 2021 у Wayback Machine.].
2010 р. — монографія «Територіальна організація влади України: концептуальні засади трансформації». [Архівовано 18 грудня 2021 у Wayback Machine.]
2013 р. — монографія «Становлення і розвиток місцевого самоврядування у Волинській області (1990-2010 рр.)".
2016 р. — монографія «Становлення і діяльність Народного Руху в Рожищенському районі» [Архівовано 18 грудня 2021 у Wayback Machine.].
2018 р. —  підручник "Публічна служба в Україні" [Архівовано 18 грудня 2021 у Wayback Machine.].
2021 р. — монографія "Реформа децентралізації у Волинській області".
2024 р. — доповнене друге видання підручника "Публічна служба в Україні".
Загалом автор 500 наукових праць (у т. ч. 12 одноосібних і 25 колективних монографій).

## Нагороди і відзнаки

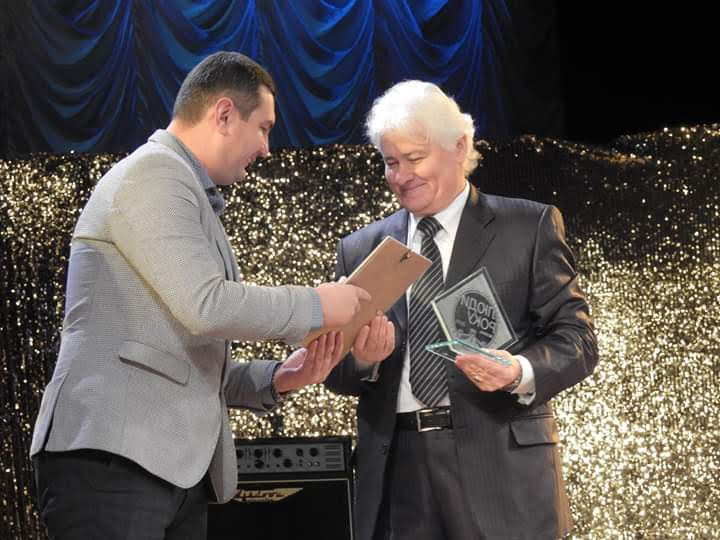
Голова Волинської обласної ради Г. Недопад вручає Премію «Люди року – 2019. Волинь»

- Ювілейна медаль «10 років Незалежності України» (2001);
- Подяка Президента України (2004);
- Почесна грамота Головного управління державної служби України (2006);
- Почесна грамота Волинської обласної державної адміністрації (2000, 2009);
- Почесна грамота Волинської обласної ради (2009, 2013, 2022);
- Подяка Волинської обласної державної адміністрації (1996);
- Почесна грамота професійної спілки працівників державних установ України (2011, 2015);
- Срібний нагрудний знак ВНУ імені Лесі Українки (2015);
- Золотий нагрудний знак ВНУ імені Лесі Українки (2019);
- Подяка Федерації професійної спілок України (2018);
- Подяка Міністерства освіти і науки України (2018);
- Почесна грамота Луцького міського голови (2019);
- Орден святих Кирила і Мефодія УПЦ КП (2019);
- Почесна грамота Федерації професійної спілок України (2020);
- Подяка Асоціації міст України (2021);
- Грамота Міністерства освіти і науки України (2022);
- Почесна громота Міністерства освіти і науки України (2024).
- Переможець Премії «Люди року – 2019. Волинь» у рамках Всеукраїнської програми «Люди ХХІ століття» у номінації «Професіонал року».
- Почесний громадянин міста Каменя-Каширського (2020).